# Pic Sainte Marie
Le pic Sainte Marie (1 170 m) (Ngarri Mudlanha en langage aborigène) est le point culminant de la chaîne de Flinders en Australie-Méridionale. Le sommet se trouve au nord-ouest de Wilpena Pound. Il est situé dans le parc national de la chaîne de Flinders.
Le sommet peut être atteint soit par un chemin depuis Wilpena Resort sur le versant extérieur de  Wilpena Pound, soit par un chemin plus long depuis le centre.